# Свава, Софи
Софи Свава (дат. Sofie Svava; род. 11 августа 2000, Гентофте, Копенгаген) — датская футболистка, французского клуба «Олимпик Лион» и национальной сборной Дании.
В январе 2020 года УЕФА включила её в число 10 самых многообещающих молодых футболисток Европы.

## Клубная карьера
С 2017 по 2019 год выступала за «Брондбю» в элитном дивизионе. В июле 2019 года было объявлено, что Свава подписала контракт сроком на два с половиной года со шведским клубом «Русенгорд», а датский клуб получил рекордную сумму за 17-летнею Сваву. В своем дебютном сезоне она выиграла чемпионат Швеции.
В ноябре 2020 года Свава подписал трехлетний контракт с немецким клубом «Вольфсбург», вступающий в силу с января 2021 года.
Затем в январе 2022 года было объявлено, что Свава переходит в испанский клуб «Реал Мадрид».
В июне 2024 года подписала контракт с французским клубом «Олимпик Лион».

## Международная карьера
За национальную сборную Дании дебютировала 21 января 2019 года в победном товарищеском матче против сборной Финляндии. Ее заменили на 74-й минуте. Была включена в составы на чемпионат Европы 2022 года в Англии и на чемпионат мира 2023 года в Австралии и Новой Зеландии.
В 2019 году Свава был названа датской игроком-прорывом года. Кроме того, она также была номинирована на звание лучшей датской футболистки года.

### Голы за сборную
| № | Дата            | Место                                 | Соперник   | Счёт | Результат | Турнир                  |
| - | --------------- | ------------------------------------- | ---------- | ---- | --------- | ----------------------- |
| 1 | 12 ноября 2019  | Виборг, Виборг, Дания                 | Грузия     | 6:0  | 14:0      | Квалификация на ЧЕ 2021 |
| 2 | 26 октября 2021 | Под Горицом, Подгорица, Черногория    | Черногория | 3:0  | 5:1       | Квалификация на ЧМ 2023 |
| 3 | 18 февраля 2023 | Стад Франсе де Бассе, Лаваль, Франция | Норвегия   | 2:0  | 2:0       | Французский турнир 2023 |
| 4 | 9 апреля 2024   | Виборг, Виборг, Дания                 | Бельгия    | 3:0  | 4:2       | Квалификация на ЧЕ 2025 |

## Достижения

### «Русенгорд»
- Чемпионка Швеции: 2019